# 47 de l'Ossa Major c
47 de l'Ossa Major c (47 Ursae Majoris c) o Taphao Kaew, és un planeta extrasolar a aproximadament 46 anys llum de la Terra a la constel·lació de l'Ossa Major. El planeta va ser descobert en un període llarg al voltant de l'estrella 47 Ursae Majoris. La seva òrbita dura 6,55 anys i el planeta té una massa com a mínim 0,540 vegades la de Júpiter.

## Descobriment

Òrbites dels planetes del sistema 47 Ursae Majoris. 47 UMa c és el planeta del mig.

Com la major part dels planetes extrasolars coneguts, 47 Ursae Majoris c va ser descobert per Debra Fischer, de la Universitat Yale, detectant canvis en la velocitat radial de l'estrella provocats per la gravetat del planeta. Això es va fer mesurant l'efecte Doppler de l'espectre de l'estrella.
Fou anomenat Taphao Kaew per la Unió Astronòmica Internacional a proposta de la The Thai Astronomical Society (Societat Astronòmica Tailandesa). Rep el nom de Taphao Kaew, una de les dues germanes protagonistes del conte popular tailandès de Chalawan.
Al moment del descobriment el 2001, ja se sabia que 47 Ursae Majoris tenia un planeta extrasolar, anomenat 47 Ursae Majoris b. Mesures posteriors de la velocitat radial van revelar una altra periodicitat a les dades que no es podia explicar amb el primer planeta. Aquesta periodicitat es podria explicar assumint que un segon planeta, anomenat 47 Ursae Majoris c, existeix al sistema amb un període orbital proper a 7 anys. Observacions de la fotosfera de 47 Ursae Majoris suggereixen que la periodicitat no es podria explicar amb l'activitat estel·lar, fent més probable la interpretació del planeta. El planeta es va anunciar el 2002.
Mesures posteriors a 47 Ursae Majoris no van poder detectar el planeta, posant en dubte la seva existència. D'altra banda, es va observar que les dades utilitzades per determinar la seva existència deixava els paràmetres de planeta «gairebé il·limitats». Un estudi més recent amb conjunts de dades amb més de 6.900 dies va arribar a la conclusió que tot i que l'existència d'un segon planeta al sistema és probable, els períodes del voltant de 2.500 dies acostumen a donar falses alarmes; també va afirmar que el període que més encaixava era de 7 586 dies (gairebé 21 anys).
El 2010, es va publicar un estudi que va determinar que hi ha tres planetes gegants orbitant 47 Ursae Majoris, incloent-hi un de 2.391 dies que correspon força bé amb les afirmacions originals de 47 Ursae Majoris c.

## Característiques físiques
Com que 47 Ursae Majoris c es va detectar indirectament, es desconeixen característiques com el radi, composició i temperatura. D'acord amb la seva alta massa, és probable que el planeta sigui un gegant gasós sense superfície sòlida.